# Wille Mäkelä
Wille Mäkelä, född den 2 mars 1974 i Hyvinge, Finland, är en finländsk curlingspelare.
Han tog OS-silver i herrarnas curlingturnering i samband med de olympiska curlingtävlingarna 2006 i Turin.